# Pic d’Anie
Pic d’Anie (bask. Auñamendi) – szczyt górski w Pierenejach w południowej Francji. Leży blisko granicy z Hiszpanią. Ma kształt niemal idealnej piramidy.